# Џоун Џет
Џоун Џет (енгл. Joan Jett), право име Џоун Мари Ларкин енгл. Joan Marie Larkin; Вајнвуд, 22. септембар 1958) је америчка рок гитаристкиња, певачица, текстописац, продуцент и повремена глумица. Најпознатија је као фронтмен групе Џоун Џет и Блекхартс и групе Ранавејс. Хит групе Џоан Џет и Блекхартс, Волим рокенрол (енг. I Love Rock 'n' Roll) био је број 1 на Билбордовој хот 100 листи од 20. марта до 1. маја 1982. Џоанине остале популарне песме биле су: Cherry Bomb, Crimson and Clover, I Hate Myself for Loving You, Do You Wanna Touch Me, Light of Day, Love Is All Around и Bad Reputation.
Глас Џоун Џет је мецосопран. Она има три високо продавана албума, који су достигли платинумски или златни тираж. Била је феминисткичка икона током своје каријере. Сматра се краљицом рокенрола и кумом панка. У Рокенрол кућу славних примљена је 2015. године заједно са Блекхарцима.